# Campylopus austro-alpinus
Campylopus austro-alpinus là một loài Rêu trong họ Dicranaceae. Loài này được (Müll. Hal.) Paris mô tả khoa học đầu tiên năm 1894.